# Cao Rui
Cao Rui (205 – 22. siječnja 239.), formalno Car Ming od Weija, bio je drugi po redu car kineske države Cao Wei, jednog od Tri kraljevstva. Bio je sin prvog cara Cao Pija i vladao od 226. do 239.
Cao Rui je tokom svoje vladavine nastojao održati vojnu moć države te se trudio na najvažnija mjesta državne uprave postaviti sposobne kadrove. Međutim, isto je tako pokazivao preveliku sklonost izgradnji monumentalnih građevina i hramova, što je financijski iscrpilo Cao Wei i dovelo do dugogodišnje pat-pozicije sa suparničkim državama Shu Han i Istočni Wu.  Također je nastojao skupljati što veći broj priležnica, kojih je na kraju bilo nekoliko tisuća. Na samrtnoj postelji je svog malodobnog sina Cao Fanga povjerio regentima Cao Shuangu i Sima Yiju, što je imalo kobne posljedice na njegovu dinastiju, s obzirom na to da je Cao Shuangovo neprijateljstvo prema Sima Yiju dovelo do Sima Yijevog puča, a kasnije i Sima Yanove uzurpacije prijestolja.
Cao Xun je bio carev posvojeni sin.